# Copidosoma dasi
Copidosoma dasi är en stekelart som beskrevs av Hayat 2003. Copidosoma dasi ingår i släktet Copidosoma och familjen sköldlussteklar. Inga underarter finns listade i Catalogue of Life.